# Commenchon
Commenchon település Franciaországban, Aisne megyében. Lakosainak száma 219 fő (2022. január 1.). Commenchon Béthancourt-en-Vaux, Caumont, Guivry és Ugny-le-Gay községekkel határos.

## Népesség
A település népességének változása:
| Lakosok száma | 119  | 144  | 160  | 169  | 208  | 209  | 214  | 216  | 217  | 219  |
|               | 1968 | 1982 | 1990 | 2006 | 2013 | 2015 | 2017 | 2019 | 2020 | 2022 |